# Latrunculina
Латрункули або Латрункулини (Latrunculina) — підряд губок класу звичайні губки (Demospongiae).

## Класифікація
Включає тільки одну родину:
- Родина Latrunculiidae Topsent, 1922